# Aphthona variolosa
Aphthona variolosa es un coleóptero de la familia Chrysomelidae. Fue descrita en 1860 por Foudras.